# Pável Florenski
Pável Aleksándrovich Florenski (en ruso: Павел Александрович Флоренский; Yevlax —Imperio ruso, hoy en Azerbaiyán—, 9 de enero de 1882-Leningrado, 8 de diciembre de 1937) fue un filósofo, historiador del arte, matemático y sacerdote ruso. Su compleja figura intelectual y sus aportaciones a la literatura, la teología y la filosofía contemporáneas (especialmente a la filosofía de la ciencia y la estética) se han difundido sobre todo a partir de 1991, tras la apertura de los archivos de la KGB. Murió ejecutado por el régimen soviético, tras haber sufrido numerosos arrestos y haber pasado varios años en el Gulag. Fue padre del geólogo y astrónomo Kiril Florenski, a quien escribió estas palabras en una carta de 1935 que resumen la actitud vital de Florenski:

Querido Kiril, [...] mi única esperanza es que todo aquello que se hace, permanece: espero que un día —que, en cualquier caso y por desgracia, será para mí desconocido— seréis recompensados por todo aquello que os he quitado, mis queridos. Si no fuera por vosotros, permanecería en silencio.

## Biografía

### De Azerbaiyán a la Universidad de Moscú
Florenski nació en Yevlax, localidad de la gobernación de Elizavetpol, en el distrito de Dževanšar, en lo que hoy es el actual Azerbaiyán. Fue el primogénito de una larga serie de hermanos: Yulia, Elizaveta, Aleksandr, Olga, Raísa y Andréi.
El padre, Aleksandr Ivanóvich, era ingeniero de ferrocarriles y trabajaba en la línea que comunicaba Batum con Ajaltsije; la madre, Olga Pávlovna Sapárova, descendía de una culta familia georgianoarmenia. Con ellos, se trasladó a Tiflis, donde inició su educación primaria y (a partir de 1892) secundaria. Florenski vivió en Georgia hasta los dieciocho años, edad con la que ingresó en la Universidad de Moscú.

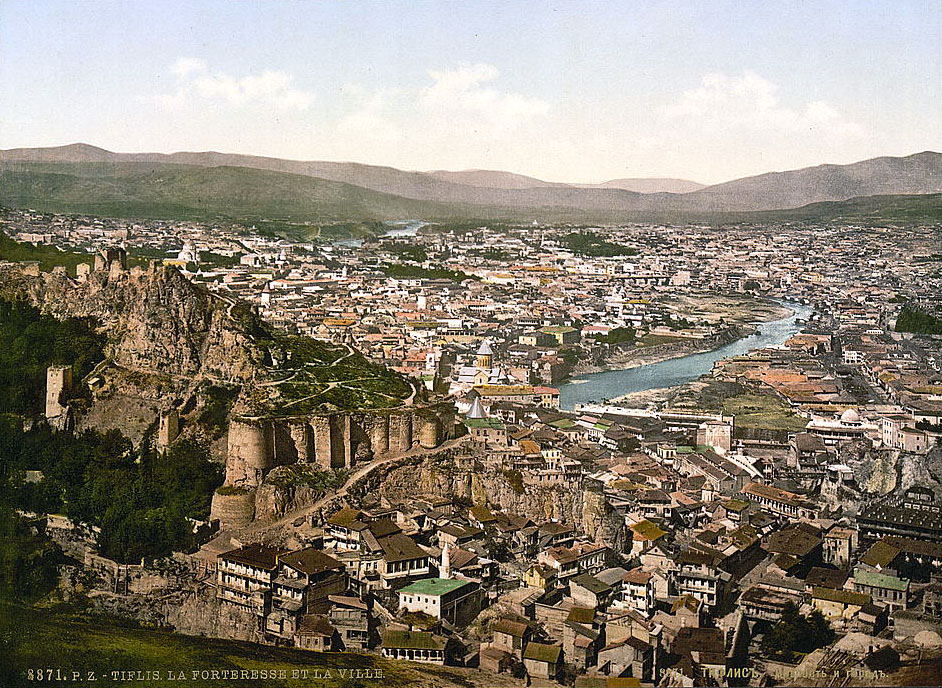
Tarjeta postal con una vista de Tiflis (c. 1890).

Durante estos años realizó sus primeros viajes hacia Oriente y tuvo, también, sus primeras crisis espirituales. La lectura de distintas obras de León Tolstói (La confesión, Resurrección, ¿Qué es el arte?) y la concepción del cristianismo del novelista le impresionaron profundamente. Florenski escribió al viejo Tolstói una carta apasionada que, posiblemente, el novelista nunca recibió.
En Moscú, estudió en la Facultad de Matemáticas. Le influyó especialmente la figura de Nikolái Bugáiev, padre de Andréi Bely y uno de los mayores matemáticos rusos (presidente de la Sociedad de Matemática de Moscú y creador de la aritmetología como teoría de las funciones discontinuas). Además, el joven Florenski cursó seminarios de filosofía antigua de Serguéi Nikoláievich Trubetskói y de L. M. Lopatin. En 1903 entabló una profunda amistad con el escritor y poeta Andréi Bely. Florenski se licencia en 1904 con una tesis titulada Sobre las características de las curvas planas como lugares de violentación del principio de discontinuidad («Ob osóbennostiaj plóskij krivyj kak mestaj narusheni prerývnosti ij neprerývnosti»). Se encargó a Florenski la reorganización de la biblioteca de la Facultad tras la muerte de su maestro Bugáiev.

### Estudios en la Facultad de Teología, matrimonio y sacerdocio
A cada uno Dios le ha concedido una cierta medida de fe, esto es, «una convicción sobre cosas invisibles».
Pável Florenski

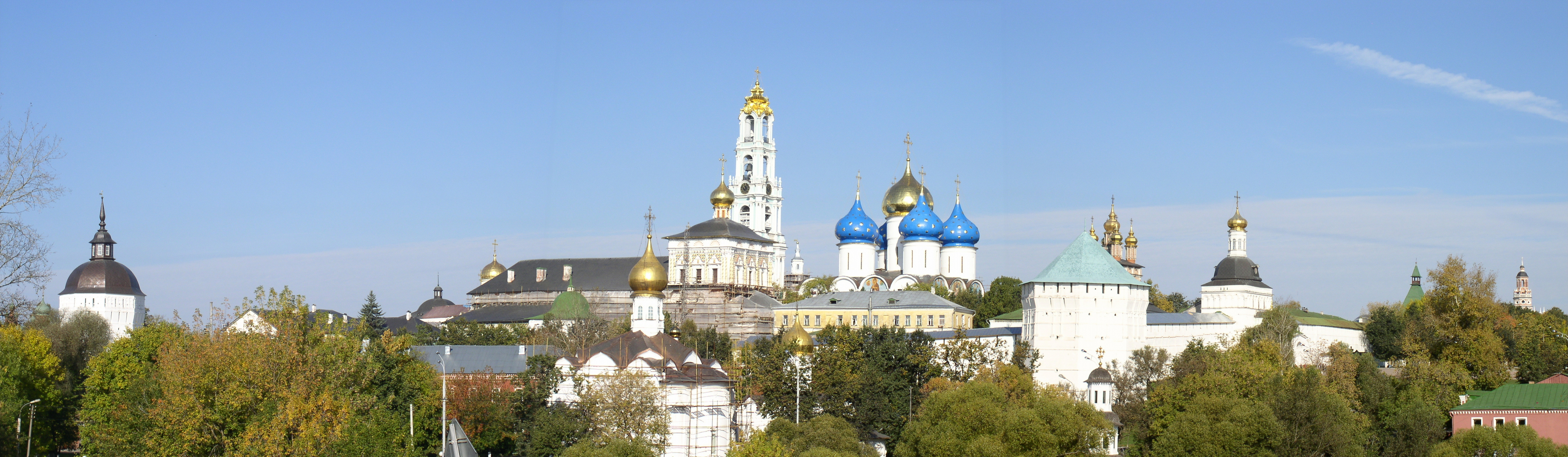
Vista general del kremlin de Sérguiev Posad. Aquí se encuentra el Monasterio de la Trinidad y San Sergio, donde Florenski residió varios años.

En 1904 Florenski decidió matricularse en la Facultad de Teología del Monasterio de la Trinidad y San Sergio en Sérguiev Posad. Durante unos años se dedicó a sus estudios sobre la Biblia, historia de la Filosofía, Teología, Mística, Lógica matemática, lengua hebrea, etc. En 1905 fundó con otros estudiantes (Ern, Sventsitski y Brijnichov) la Fraternidad de Lucha Cristiana (Союз Христиaнской Борьбы), un grupo revolucionario cuya ideología se inspiraba en las ideas del filósofo Vladímir Soloviov. Florenski fue arrestado por su militancia en la Fraternidad en 1906.

Miles de místicos de todos los tiempos han tocado con fuerzas duplicadas en las ventanas y puertas del palacio de la sabiduría, y si no les han dejado entrar por las buenas, ellos entraron por las malas, derribando puertas preciosas en su camino.
Pável Florenski

Sin embargo, pronto perderá el interés en los movimientos revolucionarios y la propia Fraternidad desaparecerá en 1907.
En 1906 fue encarcelado por pronunciar un sermón (El grito de la sangre se titulaba) contra una condena a muerte: tras tres meses de reclusión, se le suspendió la pena. Durante aquel tiempo escribió poesías y artículos para el periódico El Mensajero Teológico («Bogoslovski Véstnik»). En 1908 se licenció en Teología. Ese mismo año murió su padre.
El 23 de septiembre de 1908 se le ofreció la cátedra de Historia de la Filosofía.
En 1910, el 25 de agosto, se casó con Ana Mijáilovna Guiatsíntova, con la que tuvo en 1911 el primer hijo. El 24 de abril de 1911 fue ordenado sacerdote de la Iglesia Ortodoxa rusa. En 5 de abril de 1912 depositó su tesis de doctorado: Sobre la verdad espiritual. Florenski se convirtió en un reputado historiador y profesor.
Desde 1912 tuvo actividad pastoral en la Iglesia de María Magdalena de Sérguiev Posad al tiempo que trabajaba en su libro La columna y el fundamento de la Verdad, obra que todavía hoy se considera como la summa del pensamiento religioso ruso. Entre 1916 y 1917 dirigió el periódico El Mensajero Teológico.

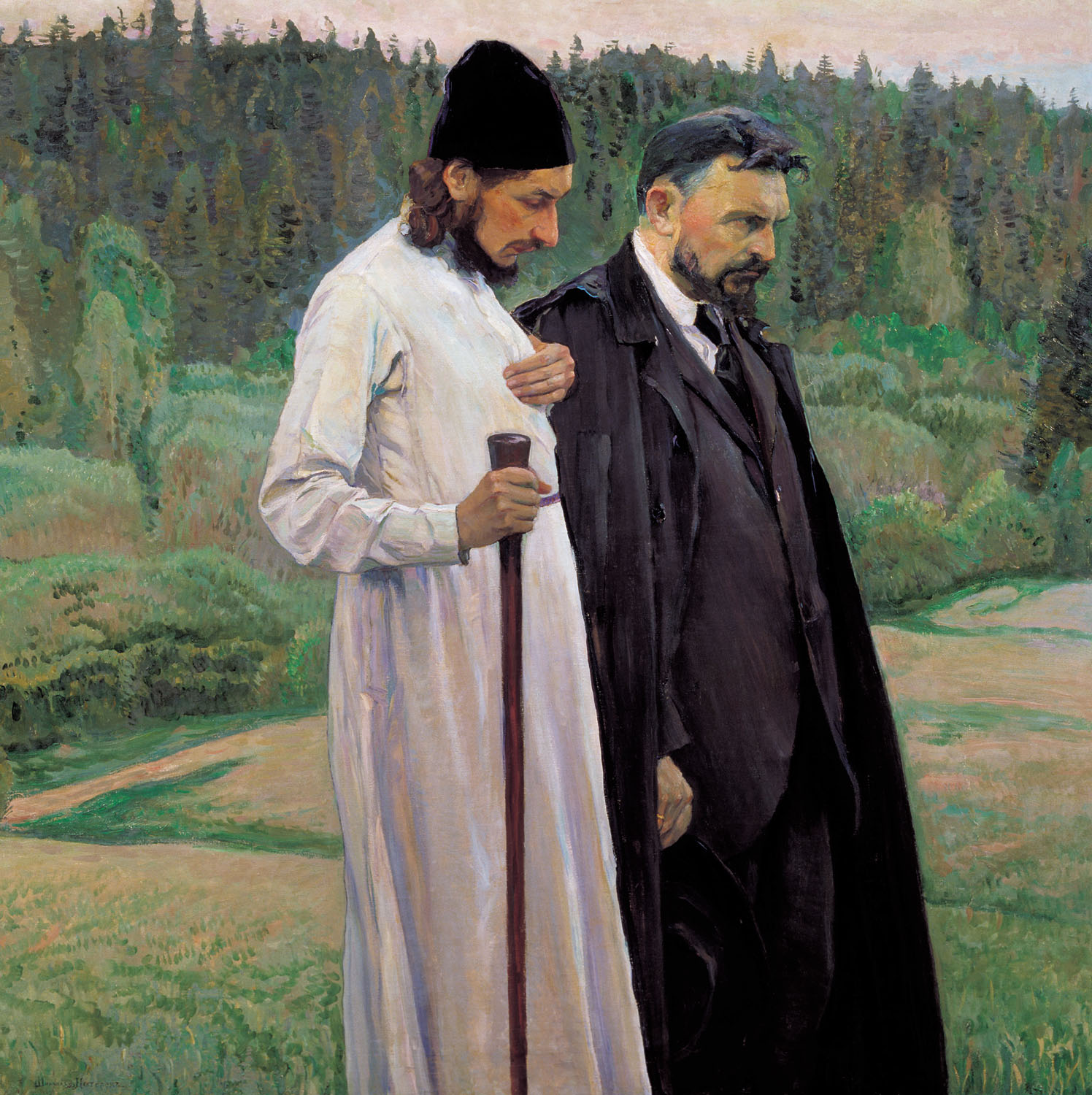
Filósofos (1917), pintura de Mijaíl Nésterov en la que representa a Florenski (de blanco y con bastón) junto a Serguéi Bulgákov.

Entre 1912 y 1913 dio un ciclo de clases y de conferencias en la Academia Teológica Moscovita: en ellas Florenski va perfilando su pensamiento (donde amalgama de forma muy personal sus conocimientos teológicos, filosóficos y artísticos), expuesto con gran pasión.
En los años anteriores a la Revolución rusa de 1917, frecuentó el círculo simbolista moscovita y la Sociedad Filosófico-Religiosa de la ciudad. Intervino activamente en los debates sobre la vanguardia en revistas de teología, filosofía y arte. Conoció personalmente al filósofo Nikolái Berdiáyev, al teólogo Serguéi Bulgákov y al lingüista
Nikolái Trubetskói, hijo de Serguéi N. Trubetskói.
Entre 1918 y 1922 impartió conferencias en la Academia Libre de Cultura Espiritual fundada por Nikolái Berdiáyev. En 1921 Florenski fue seleccionado como docente en la Vjutemás (acrónimo con el que era conocida la Escuela estatal de arte y técnica de Moscú) y ocupó la cátedra de Análisis de la Espacialidad en la Obra de Arte. El propio Florenski creó esta asignatura usando para sus análisis datos de las matemáticas, la física, la psicología y la estética. Entre 1921 y 1926 se dedicó intensamente a la enseñanza, al estudio y a pergeñar un ensayo sobre el icono Ikonostás (iconostasio) titulado El iconostasio: Una teoría de la estética. Con los apuntes que utilizaba en sus clases, redactó en 1925 el tratado Análisis de la espacialidad y del tiempo en las obras de arte figurativas. La edición actual de este libro se basa en dos fuentes: la copia del texto que poseía una alumna de Florenski, Verióvkina-Stroguiná, cuyo nombre se conoce porque el hijo del filósofo, Kiril Florenski, lo anotó en el mismo; y sobre todo por la copia dactiloscrita de Sofía Ogniova. Ogniova vivió en Sérguiev Posad a partir de 1919, junto a su marido Iván F. Ogniov, profesor emérito de la Universidad de Moscú. Mantuvo una estrecha relación con la familia Florenski: aparte de su amistad, ayudó a Pável a preparar diversos trabajos para la imprenta. Florenski dictó su tratado a Ogniova párrafo por párrafo y después revisó y corrigió personalmente el texto.
En 1921 trabajó en el Laboratorio de investigación de la Administración Central para la Electrificación de Rusia (Glavelektro). Publicó estudios técnicos, registró algunos inventos y se empleó en el Instituto Electrotécnico del Estado (Goelro). Entre 1927 y 1933 dirigió el proyecto de una Enciclopedia Técnica. En 1925 y en 1931 (tras un arresto) viajó al Cáucaso para desarrollar investigaciones científicas y mineralógicas.

### Últimos años: confinamiento y ejecución
Mi más íntimo convencimiento es este: nada se pierde completamente, nada se desvanece, todo se custodia en algún tiempo y algún lugar. Lo que es imagen del bien y tiene valor, permanece, aunque nosotros dejemos de percibirlo.
Pável Florenski

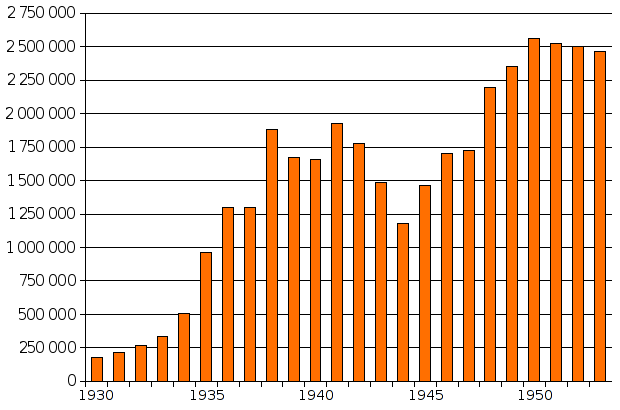
Evolución del número de presos en el Gulag (1930-1953).

El 26 de febrero de 1933 Florenski fue arrestado y condenado a diez años de reclusión en un campo de concentración. Se lo condenó por el artículo 25 del Código Penal soviético (en concreto, por sus cláusulas diez y once: «Agitación contra el sistema soviético» y «Publicación de materiales contrarios al sistema soviético»). La publicación que motivó tal condena era una monografía titulada Los números imaginarios en la geometría que trataba sobre la Teoría de la relatividad de Albert Einstein y donde, entre otras ideas, Florenski defendía que la geometría de los números imaginarios para un cuerpo que se moviera a mayor velocidad que la luz, era la geometría del reino de Dios.

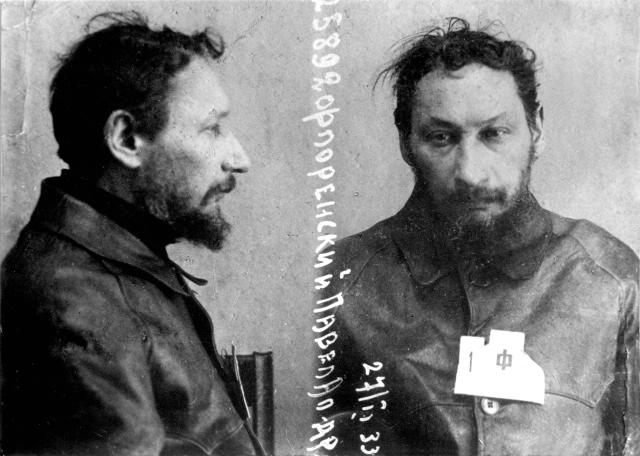
Foto de Florenski de su dossier de instrucción. 1933.

Se confinó a Florenski en un campo de trabajo en las islas Solovetski, en el Mar Blanco, el primer campo de trabajo de los creados por Stalin, instalado en un exmonasterio. Allí continuó con sus investigaciones: estudió los hielos perpetuos (permafrost) y la extracción del yodo. Registra algunos descubrimientos sobre la producción de un líquido anticongelante. Dos o tres veces al mes (cuando se lo permite la dirección del campo) escribe a su familia cartas apasionadas.

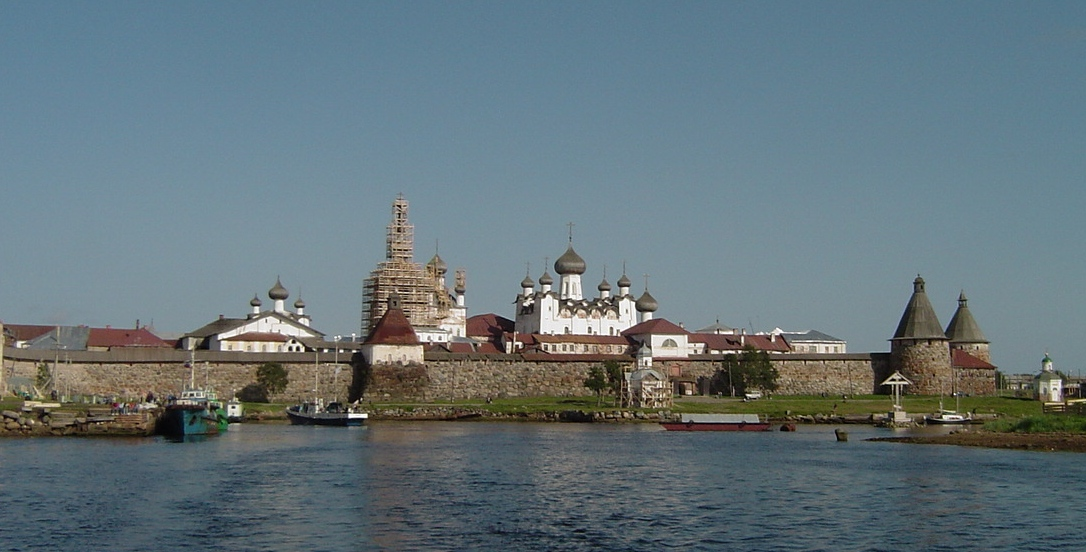
Vista del monasterio de las islas Solovetsky en 2004. Aquí se instaló el campo de trabajo donde confinaron a Florenski.

Florenski fue condenado a muerte por fusilamiento por una troika del NKVD y ejecutado el 8 de diciembre de 1937 en el presidio de Leningrado. Este mismo año, su hermano Aleksandr es arrestado y condenado a cinco años de trabajos forzados (morirá en el hospital del campo de trabajo de Berelioj (Берелёх) en la óblast de Magadán). No se sabe el destino del cadáver de Pável Florenski: quizá podría estar en alguna de las fosas comunes del bosque de Sandarmoj.

## Rumores sobre su canonización
Pese a que se ha rumoreado sobre la posibilidad de que la Iglesia Ortodoxa Rusa en el exilio canonice a Pável Florenski y lo exalte como santo y neomártir, lo cierto es que el metropolita Vitali, primado de dicha Iglesia, negó esta posibilidad. Las ideas filosóficas y teológicas de Florenski están muy próximas a las de su amigo Serguéi Bulgákov y ambos están considerados unos teólogos heterodoxos.

## El pensamiento de Florenski
Desde aquel diciembre de 1937 hasta mediados de los años ochenta, el nombre de Florenski estuvo completamente borrado, arrancado de la conciencia pública del país, si bien siempre fue celosamente custodiado en la memoria viva de unos pocos discípulos, amigos y familiares. [...] Figura verdaderamente genial de la  historia del pensamiento humano, dentro de su apariencia sobria y humilde, bajo sus túnicas ásperas y gastadas, custodiaba una grandeza de la cual aún solo en parte podemos intuir la superficie.
Natalino Valentini

El pensamiento de Florenski debe contextualizarse en el renacimiento espiritual y cultural que tuvo lugar en Rusia entre finales del siglo XIX y principios del XX. Florenski intervino en todos los debates filosóficos y teológicos de su época, especialmente los que se establecían en torno a los conceptos de dogmatismo y ortodoxia, en estos aspectos muy influido por el novelista Tolstói.
En sus estudios sobre la perspectiva invertida, criticó la geometría euclidiana y el concepto de perspectiva lineal (aquella con un único punto de convergencia en la lejanía).
Florenski reflexionaba y exponía sus ideas con expresión y ritmo convulsos, casi cinematográficos. Meditó sobre los símbolos y sobre la forma de relacionar a Dios con el mundo, las realidad ultraterrena con la terrena. Se afanó por conseguir una nueva forma de conocer el espacio y el tiempo que permitiera el contacto con lo invisible.

En sus últimos años de libertad, Pável Florenski compuso su estupenda estética. La premisa es la idea einsteniana de espacio. [...] Florenski se detiene sobre el concepto de «cosa» y la define como  «plegamiento» o «lugar de curvatura» del espacio. [...] La de Florenski es una estética nacida sobre el filo de la vorágine, después de esta el arte habrá desaparecido, sustituido por las exposiciones de estiércol,  tartamudeos, instalaciones.
Elémire Zolla

La filosofía del lenguaje de Florenski se encamina hacia una definición de la palabra profética, esto es, la palabra trascendida y definitivamente desvinculada de la mera charla.
La concepción estética de Florenski proviene de su reflexión las relaciones de la pintura con las cuatro coordenadas del espacio. Elaboró una compleja teoría sobre los iconos y sobre la mirada de quien lo contempla.
Florenski reflexionó sobre la naturaleza de la dialéctica: concebía el pensamiento dialéctico como el camino para penetrar en el corazón de la realidad. La dialéctica está encarnada en el pensamiento platónico y anima toda la obra de Florenski. El pensamiento dialéctico se propone como el medio para penetrar en el corazón de la realidad. El estupor producido por la confrontación entre razón y realidad es la base del filosofar de Platón y los maestros antiguos. La respuesta que la realidad concede a la razón que la interroga produce nuevas preguntas y estas, nuevas respuestas, y así sucesivamente, en un proceso que no termina nunca. Las respuestas de la realidad, entonces, son los nombres, como subraya Florenski en su obra Hamlet (1905): los nombres son la idea.

Si la situación específica de Hamlet es considerarse a sí mismo alguien excepcional, [...] la naturaleza anfibia del hombre, que reflexiona sobre el hecho de habitar el espacio intermedio entre el mundo visible y el invisible, y que por esto explica por un lado una vida interior extremadamente intensa, [...] y por otro, la realidad terrena y la experiencia cotidiana, acaba siendo todo lo contrario que anómalo e infrecuente el estado de articulación y de diversificación interna (si no de verdadera y completa escisión) de la personalidad y la conciencia. La laceración de lo creado, la contraposición de la naturaleza espiritual del hombre con la naturaleza, se reencuentra en la división de la pintura en paisaje y retrato, y en la tendencia del icono a concentrarse solamente sobre el rostro abstraído completamente del mundo, mera expresividad, pura mirada dirigida hacia el otro
Silvano Tagliagambe

## La figura de Florenski en el arte
La figura y el pensamiento de Florenski ha inspirado obras plásticas, teatrales, cinematográficas y musicales:

### Pintura
- Filósofos (1917), óleo de Mijaíl Nésterov (Galería Tretiakov, Moscú).

### Cine
- Prozrenie. Son o Florénskom (1990). (Revelación. Sueño sobre Florenski). Cortometraje de Mijaíl Rybakov dedicado a Florenski.

### Teatro
- Quando la luce benevola si spense. Icona («Cuando la luz benévola se apaga. Icono») es un espectáculo teatral dirigido por Fabrizio Galatea que se inspira libremente en el ensayo Ikonostás del filósofo.
- Pavel Florenskij. Fino alla fine («Pável Florenski. Hacia el final») es un texto teatral de Marina Argenziano inspirado en la correspondencia de Florenski.

### Música
- Ikonostas (Omaggio a Pavel Florenskij) («Ikonostás. Homenaje a Pável Florenski») es una composición para guitarra sola de Angelo Gilardino.